# Tanzanias fotbollsförbund
Tanzanias fotbollsförbund, (swahili: Shirikisho la Mpira wa Miguu Tanzania; engelska: Tanzania Football Federation), är ett specialidrottsförbund som organiserar fotbollen i Tanzania.
Förbundet grundades 1930 och gick med i Caf 1964. De anslöt sig till Fifa år 1964. Tanzanias fotbollsförbund har sitt huvudkontor i staden Dar es-Salaam.